# 535
| [ Edytuj tabelę ]          |                                                                  |
| Król Aksum                 | - 520 Kaleb 540                                                  |
| Cesarz Bizancjum           | - 527 Justynian I Wielki 565                                     |
| Cesarz Chin                | - 502 Liang Wudi 549                                             |
| Król Essexu                | - 527 Aescwine 587                                               |
| Król Franków               | - 511 Childebert I 558 - 534 Teodebert I 548 - 511 Chlotar I 561 |
| Król Kentu                 | - 522 Eormenric 560                                              |
| Patriarcha Konstantynopola | - 520 Epifaniusz 535 - 535 Antym I 536                           |
| Władca Korei               | - 531 Anwŏn 545                                                  |
| Król Mercji                | - 501 Cnebba (?) 566                                             |
| Król Munsteru              | - 527 Crimthann 547                                              |
| Król Ostrogotów            | - 534 Teodahad 536                                               |
| Papież                     | - 533 Jan II 535 - 535 Agapit I 536                              |
| Król Persji                | - 531 Chosrow I 579                                              |
| Król Wizygotów             | - 531 Teudis 548                                                 |

Rok 535 / DXXXV
stulecia: V wiek ~
VI wiek ~
VII wiek

lata: 525 «
530 «
531 «
532 «
533 «
534 «
535
» 536
» 537
» 538
» 539
» 540
» 545

## Wydarzenia
- 13 maja – Agapit I został papieżem.
- 31 grudnia – wódz bizantyjski Belizariusz wylądował na Sycylii i wkroczył do Syrakuz.

- Na półkuli północnej początek ochłodzenia w latach 535–536.
- Podział chińskiej Północnej dynastii Wei na dwie gałęzie. Luoyang przestaje pełnić funkcję stolicy.
- Rozpoczęła się wojna Bizancjum z Ostrogotami; w ramach walk Belizariusz opanował Sycylię, w tym Palermo. Na czele wojsk gockich stał Kasjodor.
- Monofizyckim ekumenicznym patriarchą Konstantynopola został Antym I.

## Urodzili się
- Zygisbert I, król Austrazji

## Zmarli
- 8 maja – Jan II, papież
- Amalasunta, regentka ostrogocka, zamordowana na polecenie Teodahada
- Bodhiruci, indyjski mnich buddyjski i tłumacz tekstów buddyjskich na język chiński (data sporna lub przybliżona)